# Kyosuke Narita
Kyosuke Narita (født 2. maj 1992) er en japansk fodboldspiller.
Han har spillet for flere forskellige klubber i sin karriere, herunder SC Sagamihara.